# Amyntor (vader van Hephaestion)
Amyntor was de vader van Hephaestion. Hij was goed bevriend met Philippus, de vader van Alexander de Grote. Toen Philippus stierf, was Amyntor hopeloos verdrietig. Ze hadden geen seksuele relatie, zoals vermoed wordt van Hephaestion en Alexander de Grote; Amyntor had een vrouw.